# This Could Be Heartbreak
This Could Be Heartbreak es el quinto álbum de estudio de la banda de metalcore australiana The Amity Affliction, publicado a través de Roadrunner Records el 12 de agosto de 2016. Es el primer disco que no cuenta con la colaboración del guitarrista y fundador de la banda Troy Brady, después de su marcha en 2014.

## Lista de canciones
| N.º | Título                        | Duración |  |
| 1.  | «I Bring the Weather with Me» | 4:36     |  |
| 2.  | «This Could Be Heartbreak»    | 3:53     |  |
| 3.  | «Nightmare»                   | 3:47     |  |
| 4.  | «Tearing Me Apart»            | 3:47     |  |
| 5.  | «O.M.G.I.M.Y.»                | 4:51     |  |
| 6.  | «All Fucked Up»               | 3:49     |  |
| 7.  | «Fight My Regret»             | 3:37     |  |
| 8.  | «Some Friends»                | 3:34     |  |
| 9.  | «Wishbone»                    | 3:45     |  |
| 10. | «Note to Self»                | 3:53     |  |
| 11. | «Blood in My Mouth»           | 5:15     |  |

## Personal
The Amity Affliction
- Joel Birch – Screaming, y voz en "I Bring the Weather with Me", "Tearing Me Apart" y "Some Friends"
- Ahren Stringer – voz, bajo
- Dan Brown – guitarra principal, coros
- Kyle Yocum - guitarra rítmica
- Ryan Burt – batería, percusión

Personal adicional
- Ursula Kurasik – piano y arreglos de cuerda

## Listas
| Lista (2016)                         | Posición más alta |
| ------------------------------------ | ----------------- |
| Australia (ARIA)                     | 1                 |
| Austria (Ö3 Austria)                 | 25                |
| Bélgica (Ultratop flamenca)          | 145               |
| Alemania (Offizielle Top 100)        | 29                |
| Nueva Zelanda (Recorded Music NZ)    | 32                |
| Escocia (Scottish Albums Chart)      | 33                |
| Suiza (Schweizer Hitparade)          | 31                |
| Reino Unido (UK Albums Chart)        | 51                |
| Reino Unido (UK Rock & Metal Albums) | 1                 |
| Estados Unidos (Billboard 200)       | 26                |

| Lista (2016)             | Posición |
| ------------------------ | -------- |
| Australian Albums (ARIA) | 44       |